# Vézézoux
Vézézoux település Franciaországban, Haute-Loire megyében. Lakosainak száma 631 fő (2022. január 1.). Vézézoux Auzon, Sainte-Florine, Vergongheon, Brassac-les-Mines, Jumeaux és Saint-Jean-Saint-Gervais községekkel határos.

## Népesség
A település népessége az elmúlt években az alábbi módon változott:
| Lakosok száma | 322  | 340  | 386  | 448  | 568  | 581  | 593  | 617  | 622  | 631  |
|               | 1968 | 1982 | 1990 | 2006 | 2013 | 2015 | 2017 | 2019 | 2020 | 2022 |